# Ilex obtusata
Ilex obtusata är en järneksväxtart som beskrevs av José Jéronimo Triana och Planch. Ilex obtusata ingår i släktet järnekar, och familjen järneksväxter. Inga underarter finns listade i Catalogue of Life.